# Terje Pedersen
Terje Pedersen (ur. 9 lutego 1943 w Oslo) – norweski lekkoatleta, który specjalizował się w rzucie oszczepem.
Dwukrotny uczestnik igrzysk olimpijskich (Rzym 1960 i Tokio 1964) – obu przypadkach nie wystąpił w finale.  W 1964 dwukrotnie pobił rekord świata – 1 lipca w Oslo uzyskał wynik 87,12, a 2 września, także w stolicy Norwegii, jako pierwszy człowiek w historii rzucił oszczepem ponad 90 metrów uzyskując wynik 91,72. Rekord Pedersena przetrwał cztery lata. Wybrany najlepszym sportowcem kraju w 1964. Srebrny medalista mistrzostw krajów nordyckich (Göteborg 1963).  Cztery razy był mistrzem Norwegii (1960, 1962, 1963 oraz 1964). Po zakończeniu kariery został trenerem, a jednym z jego zawodników był Pål Arne Fagernes.